# Силвестер
Силвестер је мушко име латинског порекла и значење ме је шумски, мушкарац који живи у шуми. 
У појединим земљама, Силвестер, је име за новогодишњу ноћ (ноћ када се дочекује нова година). 

## Варијације по језицима
- Силвестер - (енглески: Sylvester)
- Силвестро - (италијански: Silvestro)
- Силвестро - (есперанто: Silvestro)
- Силвестер - (мађарски: Szilveszter)
- Сивестре - (шпански: Silvestre)
- Силвестер - (пољски : Sylwester)
- Силвестер - (француски : Silvestre; Silvèstre; Silvêstre)

## Имендани
- 26. новембар,
- 31. децембар - Силвестрово

## Познати
- Силвестер Шчедрин, руски сликар
- Силвестер Ердег, писац,
- Силвестер Левај, композитор
- Силвестер Сталоне, глумац.

### Папе
- Папа Силвестар I
- Папа Силвестар II
- Папа Силвестар III